# 布拉基特維爾 (德克薩斯州)
布拉基特維爾（英語：Brackettville）是一個位於美國德克薩斯州金尼縣的城市。根據2010年美國人口普查，該地共人口1688人，而該地的面積約為8.20平方千米。同時該地也是金尼縣的縣治。

## 地理
布拉基特維爾的座標為29°18′55″N 100°24′54″W / 29.31528°N 100.41500°W，而該地的平均海拔高度為337米（即1106英尺）。